# Charles B. Fisk
Charles Brenton Fisk (* 7. Februar 1925 in Washington, D.C.; † 16. Dezember 1983 in Boston, Massachusetts) war ein US-amerikanischer Physiker und Orgelbauer. 1961 gründete er das Orgelbauunternehmen C. B. Fisk, Inc.

## Leben
Fisk wurde 1925 in Washington, D.C. geboren und wuchs in Cambridge, Massachusetts auf. In seiner Jugend war er Chorknabe in der Christ Church, einer Episkopalkirche in Cambridge. Sein Chorleiter war E. Power Biggs. Außerdem spielte er Trompete und Orgel.
Im Februar 1943 verschaffte ihm sein Onkel Joyce C. Stearns, Physiker und Laborleiter, einen Job im Metallurgical Laboratory der University of Chicago in Illinois. Dort arbeitete er als Laborhelfer und Techniker. Ab Juli 1944 war er in Los Alamos, New Mexico, in das Manhattan-Projekt, das von dem Physiker Robert Oppenheimer geleitet wurde, eingebunden. Er war Mitglied der Special Engineer Detachment der United States Army und bekleidete den Dienstgrad eines Technician Fourth Grade. Konkret gehörte er einer ca. 20 Mann starken Gruppe um Darol Froman an.
Von 1945 bis 1949 absolvierte er ein Physikstudium an der Harvard University in Cambridge, Massachusetts. Nach dem Abschluss 1949 forschte er am Brookhaven National Laboratory der United States Atomic Energy Commission auf Long Island, New York zu kosmischer Strahlung. An der Stanford University in Kalifornien wollte er ursprünglich in Physik promovieren, verließ die Universität aber bereits nach dem ersten Semester (1950/51).
Er lernte bei Herbert Nanney und suchte den Kontakt zu den Orgelbauern John Swinford in Redwood City, Kalifornien sowie Walter Holtkamp, Sr. in Cleveland, Ohio, der in den 1950er Jahren als führend auf diesem Gebiet in den USA galt. 1955 trat er als Partner bei der von Thomas W. Byers begründeten Firma Andover Organ Company ein, deren Alleininhaber er 1958 wurde.
Ab 1961 baute er in Cape Ann, Massachusetts die (umbenannte) Firma C. B. Fisk, Inc. auf. Er war einer der ersten US-amerikanischen Orgelbauer, die sich von der elektropneumatischen Traktur des frühen 20. Jahrhunderts lösten und zur mechanischen Traktur der früheren europäischen und US-amerikanischen Instrumenten wechselten. 1967 in der Harvard University verantwortete er die seinerzeit größte US-amerikanische Orgel mit vollmechanischer Traktur. In den 1970er Jahren studierte er historische Orgeln in Frankreich, den Niederlanden, der BRD und der DDR, was sich auf sein Handwerk auswirken sollte. 1978 ging er in Rente.
Fisk war verheiratet und Vater von zwei Kindern. Er verstarb 1983 in Boston, Massachusetts aufgrund einer Autoimmunerkrankung.